# Andrea Pokorná
Andrea Pokorná (roz. Pažoutová), (* 6. ledna 1979 Hradec Králové, Československo) je bývalá reprezentantka Česka v judu.

## Sportovní kariéra
Judu se věnovala od svých 8 let pod vedením svého otce Ivo Pažouta. Patřila za největší talent českého ženského juda. V 16 letech dokonce porazila Michaelu Vernerovou, přední evropskou judistku.
V roce 2000 si nečekaným vítězstvím na světovém poháru v polské Varšavě zajistila dostatek bodů pro kvalifikaci na olympijské hry v Sydney. Ve finále získala skalp pozdější olympijské vítězky Sibelis Veranesové. Přípravu však neměla optimální kvůli problémům s ramenem, kvůli kterému vynechala mistrovství Evropy. V prvním kole olympijského turnaje dostala nalosovanou mistryni Evropy Úrsulu Martínovou ze Španělska a potom co spadla do oprav jí čekala soupeřka ještě větších rozměrů, Ulla Werbroucková. Neúspěšné vystoupení tak mohla právem omluvit náročným losem.
Přípravu na olympijskou sezónu 2004 absolvovala v Japonsku a na mistrovství Evropy získala zatím poslední českou ženskou medaili v judu. Potvrdila si účast na olympijských hrách v Athénách, ale samotné vystoupení se jí nevydařilo. V prvním kole olympijského turnaje svedla bitvu se svou velkou rivalkou Polkou Dadci. Od úvodu prohrávala na wazari, ale dvě minuty do konce se jí podařilo dostat vedení po technice ippon-seoi-nage a v poslední minutě vítězství potvrdila ipponem. V dalším kole jí však po 20s zápasu zaskočila technikou o-soto-gari na ippon Australanka Arlove. V opravách neuspěla a náladu si tak vylepšila až na podzim, kdy se provdala za reprezentačního kolegu Jiřího Pokorného. V prosinci 2006 se jí narodil syn Kryštof.
V roce 2008 se pokusila o nakonec neúspěšnou kvalifikaci na olympijské hry v Pekingu a to v polostřední váze. Na mistrovství Evropy však předvedla velmi dobrý výkon, když v prvním kole vyřadila pozdější bronzovou olympijskou medailistku Elisabeth Willeboordse. Následovaly další mateřské povinnosti a konec sportovní kariéry.

## Výsledky
| Turnaj             | 1994      | 1995      | 1996         | 1997         | 1998         | 1999         | 2000         | 2001         | 2002         | 2003         | 2004         | 2005         | 2006         | 2007         | 2008         |
| Turnaj             | 15        | 16        | 17           | 18           | 19           | 20           | 21           | 22           | 23           | 24           | 25           | 26           | 27           | 28           | 29           |
| Turnaj             | Pažoutová | Pažoutová | Pažoutová    | Pažoutová    | Pažoutová    | Pažoutová    | Pažoutová    | Pažoutová    | Pažoutová    | Pažoutová    | Pažoutová    | Pokorná      | Pokorná      | Pokorná      | Pokorná      |
| Turnaj             | polostř.v | polostř.v | střední váha | střední váha | střední váha | střední váha | střední váha | střední váha | střední váha | střední váha | střední váha | střední váha | střední váha | střední váha | střední váha |
| ------------------ | --------- | --------- | ------------ | ------------ | ------------ | ------------ | ------------ | ------------ | ------------ | ------------ | ------------ | ------------ | ------------ | ------------ | ------------ |
| Olympijské hry     |           |           | —            |              |              |              | úč.          |              |              |              | úč.          |              |              |              | —            |
| Mistrovství světa  |           | —         |              | —            |              | úč.          |              | úč.          |              | úč.          |              | —            |              | —            |              |
| Mistrovství Evropy | —         | —         | —            | —            | —            | úč.          | —            | 7.           | úč.          | úč.          | 3.           | úč.          | úč.          | —            | 7.           |
| MS juniorů         | úč.       |           | úč.          |              | úč.          |              |              |              |              |              |              |              |              |              |              |
| ME juniorů         | úč.       | 7.        | 3.           | 3.           | 1.           |              |              |              |              |              |              |              |              |              |              |